# Círculo de pedras de Hordron Edge

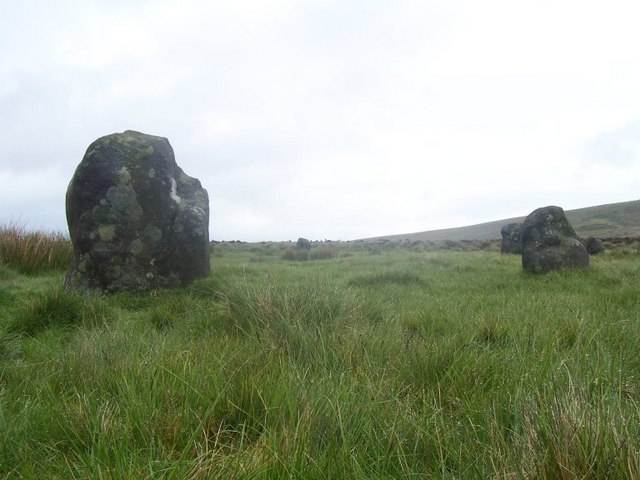

O Círculo de Pedra Hordron Edge, (em inglês: Hordron Edge stone circle), também conhecido como 'As Sete Pedras de Hordron', é um círculo de pedra da Idade do Bronze em Derbyshire, Inglaterra. É à beira de Moscar Moor. O reservatório Ladybower fica a oeste e Moscar Cross fica a nordeste. Atualmente, sete pedras (2017) são visíveis com mais três pedras, agora reclinadas e ocultas descobertas em 1992. Algumas autoridades acreditam que o círculo já tenha 26 pedras.
O círculo de pedras é de aproximadamente 15 a 16 metros de diâmetro, com onze pedras entre 45 e 95 centímetros de altura.